# Albeřice

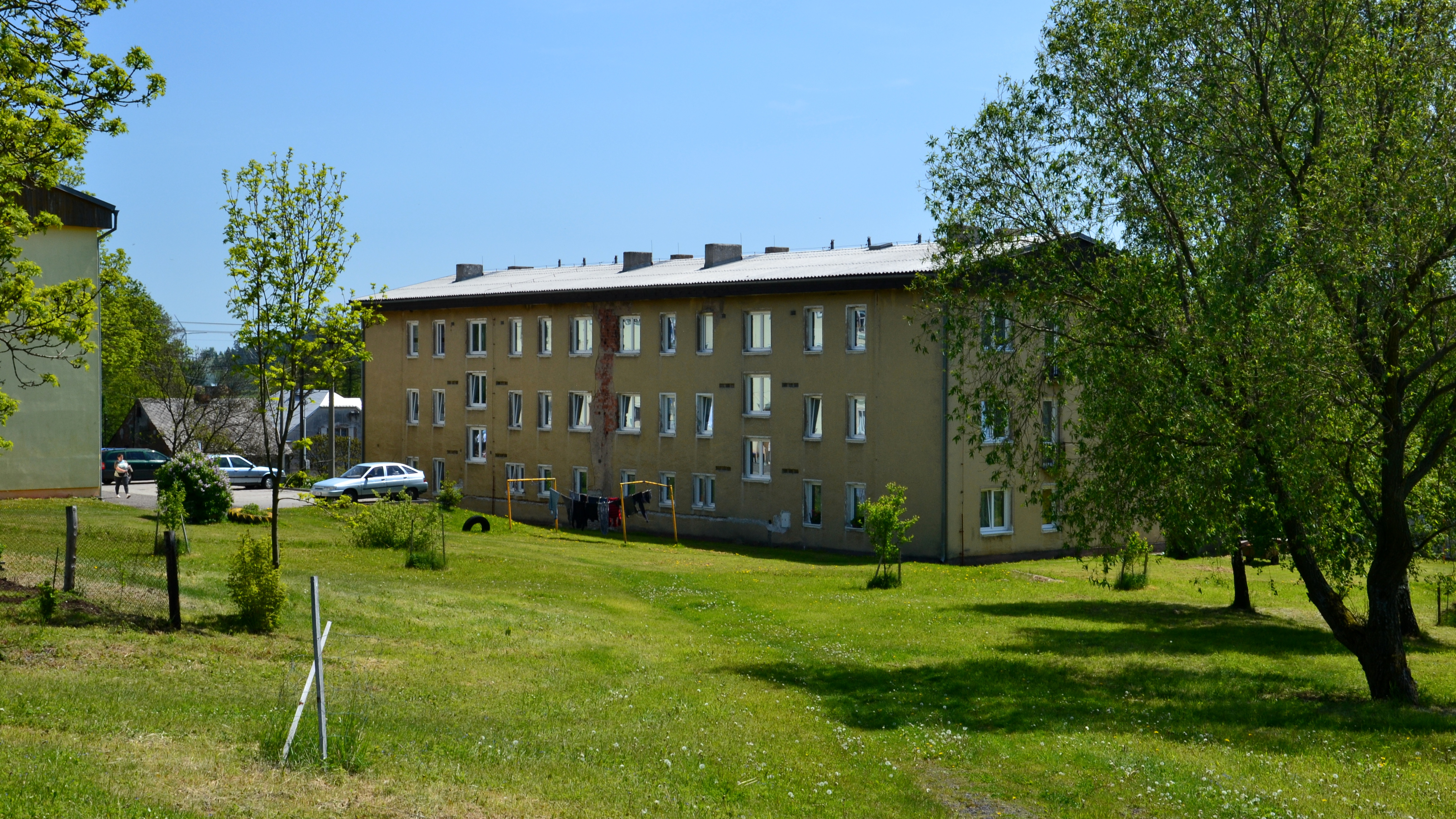
Ende der 1950er Jahre in Albeřice entstandene Wohnblöcke

Albeřice (deutsch Alberitz, früher auch Klein-Alberitz) ist eine zur Gemeinde Verušičky gehörige Siedlung im Okres Karlovy Vary in Tschechien, die bis 2016 zum Truppenübungsplatz Hradiště gehörte.

## Geschichte
Das Dorf Alberitz gehörte zur Gemeinde Luck, heute Luka, ein Ortsteil der tschechischen Gemeinde Verušičky (Klein Werscheditz). Von 1938/39 bis Mai 1945 lag Luck mit seinen Ortsteilen im Reichsgau Sudetenland, Landkreis Luditz, Regierungsbezirk Eger. Hier lebten im Jahre 1940 176 Einwohner.
Albeřice wurde in den Jahren 1953/1955 zur Anlage des neuen tschechoslowakischen Truppenübungsplatz Hradiště größtenteils abgesiedelt und durch drei Wohnhäuser für die Familien der Mitarbeiter des dortigen Militärbezirks ersetzt. Im Zuge der Verkleinerung des Truppenübungsplatzes kamen Albeřice und Malý Hlavákov 2016 als Ortsteile zu Verušičky.